# Rudolf Fleck (Volkswirt)
Rudolf Fleck (* 20. März 1908 in Leipzig; † 15. September 1985 in Kiel) war ein deutscher Volkswirt, Ingenieur, Jurist und Schriftsteller. Er unterrichtete an der Universität Leipzig und an der Fachhochschule Kiel.

## Leben
Fleck studierte, unter anderem bei Kurt Wiedenfeld und Wilhelm Volz, Rechtswissenschaften sowie Wirtschaftswissenschaften, Wirtschaftsgeografie und Wirtschaftspädagogik an der Wirtschaftshochschule und der Universität Leipzig. Im Jahr 1940 begann er als Assistent im Wirtschaftswissenschaftlichen Dienst zu arbeiten. Während des Zweiten Weltkriegs geriet er in Kriegsgefangenschaft und wurde nach seiner Heimkehr in der Wirtschafts- und Sozialwissenschaftlichen Fakultät der Universität Leipzig eingestellt. Hier war er unter Georg Mayer als Lehrbeauftragter und Forscher auf den Gebieten der weltgeografischen Länderkunde und der Weltwirtschaftslehre tätig. Im Jahr 1950 zog er nach Kiel.
Fleck war Autor zahlreicher wissenschaftlicher und essayistischer Veröffentlichungen und Herausgeber des Handbuchs „Niederlassungsrecht im Ausland“ sowie einer Theaterfassung des Briefromans „Gefährliche Liebschaften“ von Choderlos de Laclos (Uraufführung: Lübecker Kammerspiele 1981). Außerdem schuf er eine Hörspieladaption des Stoffs, der 1983 im ORF uraufgeführt wurde.
Er war verheiratet mit Rosemarie Fleck, zusammen hatten sie einen Sohn namens Andreas (* 1954).

## Schriften (Auswahl)
- Natur und Wesen des Revers-Vertrages im Rahmen des Kartells. (= Dissertation Universität Leipzig) Dittert, Dresden 1935, OCLC 32839999.
- Die schwedische Provinzpresse der Gegenwart unter besonderer Berücksichtigung ihrer historischen Grundlagen. In: Zeitungswissenschaftliche Abhandlungen. 2. Stein, Leipzig 1939, OCLC 8458169.
- Weltwirtschaftlicher solidarismus. Voraussetzungen und Möglichkeiten. In: Volkswirtschaftliche Schriften. Heft 5. Duncker & Humblot, Berlin [1952], OCLC 7076256.
- Das Niederlassungsrecht Grundzüge seiner Systematik, dargest. am dt. Recht. In: Schriften zur Aussenhandelsförderung der Bundesstelle für Aussenhandelsinformation. H. 7. Verl. Dt. Wirtschaftsdienst, Köln 1956, OCLC 73364428.
- Niederlassung im Ausland Rechtshandbuch für Auslandsinvestitionen, Entwicklungshilfe und Niederlassung. In: Sonderdienste für die Aussenwirtschaft. Verl. Dt. Wirtschaftsdienst, Köln 1961, OCLC 830810489.
- Gefährliche Liebschaften. Ein Stück in 16 Bildern. Mühlau, Kiel 1981, OCLC 65418894.